# Acutogordius australiensis
Acutogordius australiensis är en djurart som tillhör fylumet tagelmaskar, och som beskrevs av Spiridonov 1984. Acutogordius australiensis ingår i släktet Acutogordius, och familjen Gordiidae. Inga underarter finns listade i Catalogue of Life.